# バカシ半島

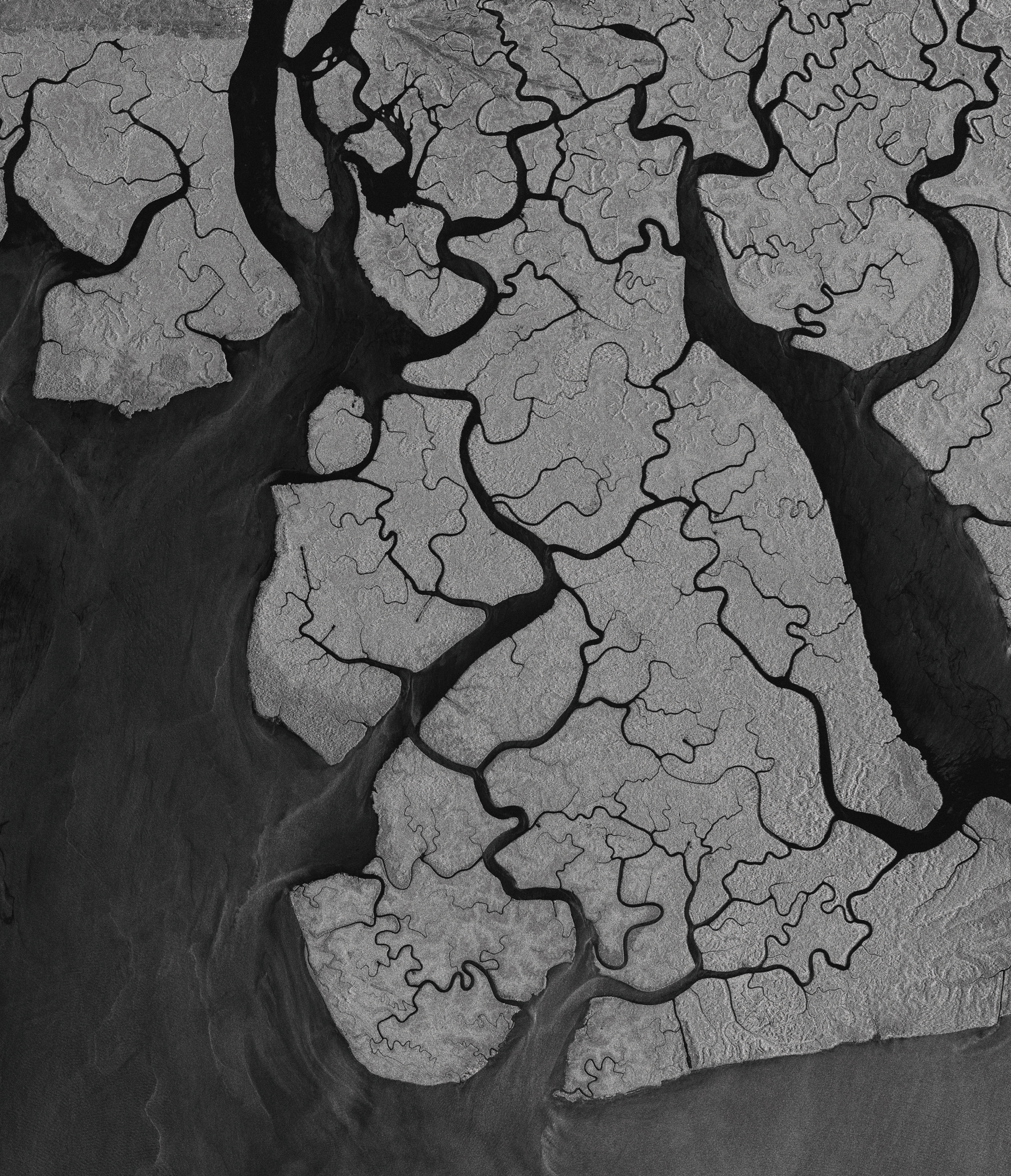
バカシ半島（TerraSAR-Xによるレーダー画像）

バカシ半島は、カメルーン＝ナイジェリア国境最南部に位置する半島。バカシ半島領有権問題は、バカシ半島の領有権をめぐる紛争である。

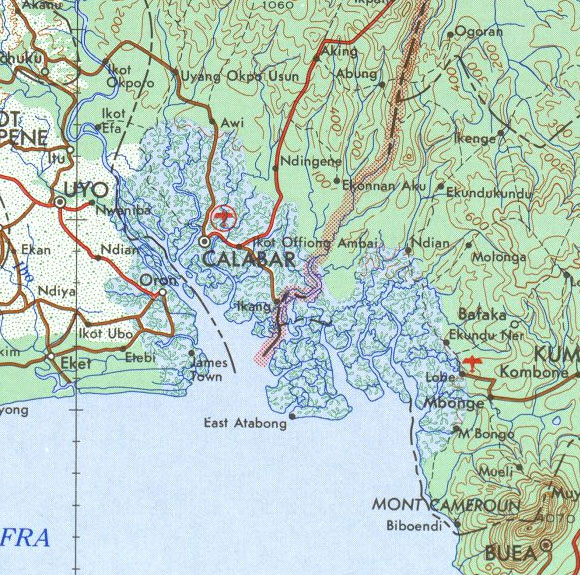
1963年の米軍地図Doualaのバカシ付近

1993年にナイジェリアが派兵し南部を占領したことで両国間の紛争となった。1996年にもカメルーンの警察部隊とナイジェリアの陸軍部隊が半島内で衝突、両国間の緊張が高まった。1994年3月29日、チャド湖周辺の国境問題も併せカメルーンが国際司法裁判所に提訴した。
2002年、国際司法裁判所はカメルーンの主権を認める判決を下したものの、ナイジェリアは判決結果の受け入れを拒否。その後、両国による国境画定作業が行われた結果、半島内の30以上の村がカメルーンに引き渡されることとなった。

## 背景

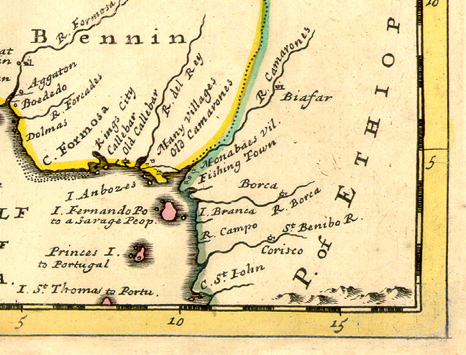
1729年のNEGROLAND and GUINEAの右下

バカシにはカラバル系のエフィクによる王国が1450年頃に成立し、カラバル王国とも関係があった。1884年9月10日に旧カラバル王がヴィクトリア女王と保護領化の協定を結んだ際に、バカシの王国もその範囲に含まれた。
問題の発端は、ギニア湾に突き出すバカシ半島の沖合に、有力な油田の存在が想定されていることにある。油田探査が始まる前には領有権問題は存在しなかった。南カメルーン問題とは別にナイジェリアが実力行使に及んだ。
国際司法裁判所は、カメルーンの領有を認めたものの、原油の貯油層の範囲はナイジェリア側に及んでいることが確実であり、カメルーン側が開発を行う時には権利問題が再燃することが予想される。

## 脚註
1. ↑  Douala Sheet 18, Edition 5, AMS, 1963